# Manuel Hernández Sanjuán
Manuel Hernández Sanjuán y Gómez Figueroa, (Madrid, 2 de maig de 1915 - Aguadulce, província d'Almeria, 28 de gener de 2008), cineasta, fotògraf i pintor espanyol. Amb la seva productora Hermic Films, creada el 1940, produeix més de 200 curtmetratges, gairebé tots documentals i rodats bona part d'ells a la Guinea Espanyola i al Protectorat espanyol al Marroc, actuant indistintament com a productor, director de fotografia i realitzador d'aquests.
Després d'haver estat segon operador de El inquilino (J. A. Nieves Conde, 1957), actua fins a 1980 com a director de fotografia en una sèrie de llargmetratges, un dels quals Piedra de Toque (Julio Buchs, 1963), li valdria el premi corresponent del SNE (Sindicat Nacional de l'Espectacle).
La seva última etapa la dedica especialment a la seva faceta com a pintor, arribant a exposar els seus treballs en nombroses sales d'exposicions.

## Biografia
Manuel Hernández Sanjuán, fill de Ricardo i Carolina, neix en Madrid el 2 de maig de 1915. Comença a estudiar en la Facultat de Dret però no arriba a acabar la carrera. Aficionat a la fotografia, en 1928 comença a treballar en l'estudi del famós pintor Julio Moisés Fernández de Villasante, fins a 1936, on descobreix a més la seva passió per la pintura, arribant a exposar en el Saló de Tardor i en l'Exposició Nacional de Belles arts a Barcelona, fins i tot arriba a fundar una sala d'exposicions, Aeolián. Divideix el seu temps entre la pintura i els seus viatges arreu d'Europa acompanyat per la seva “leica”.
L'inici de la Guerra Civil Espanyola (1936-1939) el sorprèn en un viatge familiar per Noruega i decideix tornar a Espanya per a complir amb les seves obligacions militars. Estant a Leganés cau a les seves mans un número de la Revista Geográfica Española i decideix enviar les fotografies preses a Noruega, que són publicades a la revista.
Durant la guerra treballa com a fotògraf pel El Diario Vasco en 1937 i com a redactor Cap de la Revista Geogràfica Española en 1938.
En 1940 comença les seves activitats cinematogràfiques i munta la productora P.C. Castilla Films, al costat del seu soci italià, Lamberto Micangeli, amb la que produeix una única pel·lícula El milagro del Cristo de la Vega (Adolfo Aznar, 1940)
Durant la producció d'aquesta pel·lícula coincideix amb Segismundo Pérez de Pedro, “Segis”, qui exerceix de director de fotografia i amb el qual realitzarà molts dels seus documentals acompanyats també del muntador Luis Torreblanca i el guionista Santos Núñez.
En 1941 fongui la productora Hermic Films junt també a Micangeli, qui torna a Itàlia poc després deixant a Sanjuán com a únic representant.
Aquest any produeix la primera pel·lícula sota la marca d'Hermic Film, Primer amor (Claudio de la Torre, 1941), que s'estrena a Barcelona al cinema Alcázar el 23 de gener de 1942, i a Madrid, a l'Imperial, al març del mateix any.
Sanjuán exerceix per primera vegada com a director en la pel·lícula Arte egipcio produïda també per Hermic Films, en 1943.
En 1944, el Director General del Marroc i Colònies, el General José Díaz de Villegas, encarrega a la productora la realització d'una sèrie de pel·lícules documentals sobre la Guinea Espanyola. L'equip desplaçat a Guinea estava format pel director, Manuel Hernández Sanjuán; el càmera, Segismundo Pérez de Pedro (Segis); el muntador, Luís Torreblanca; i el guionista i narrador, Santos Núñez.
El 17 de desembre de 1944 salpen des de Cadis a bord del “Domine”, rumb a terres Africanes.
L'aventura per la Guinea Espanyola dura dos anys, on la major part del temps la passen recorrent tot el país. Els rodatges de camp duraven de 8 dies fins a dues setmanes depenent de la complexitat d'aquest. Durant aquestes expedicions, Sanjuán i la resta de l'equip d'Hermic, sempre anaven acompanyats per gent del terreny que els feia de guia i de portadors, ajudant-los a carregar amb tot el material cinematogràfic necessari.
Al desembre de 1945, un any després de la seva arribada a Guinea, un greu accident està a punt d'acabar amb l'aventura africana, quan un temporal bolca la piragua en la que anaven Hernández Sanjuán i Segis mentre rodaven el documental En las playas de Eureka. Gràcies a la urgència de l'equip de rescat l'accident es va salvar sense pèrdues humanes, però la pèrdua de material cinematogràfic i fotogràfic va ascendir a més de 80.000 pessetes.
El resultat de l'expedició cinematogràfica a Guinea, parcialment subvencionada per la Direcció General del Marroc i Colònies, van ser 33 curtmetratges propagandístics i més de 5.500 fotografies. Malgrat el gran valor d'aquest material, i dels diferents premis concedits pel Sindicat Nacional de l'Espectacle, només es realitza una única passada pública a Espanya d'alguns dels documentals, al Palau de la Música de Madrid el 22 de maig de 1946. No es tornarien a veure fins a dos anys després a Tetuan, en una projecció privada per l'Alt Comissari Espanyol al Marroc.
El 17 d'octubre de 1946, a la tornada de Guinea, José Torreblanca Ortega, Luis Torreblanca Ortega i Santos Núñez Gómez passen a ser socis de la productora Hermic Films al costat de Manuel Hernández Sanjuán. En 1947, i després de l'èxit obtingut amb els documentals de la Guinea Espanyola, el Director General del Marroc i Colònies, el General José Díaz de Villegas, torna a encarregar a la productora la realització d'una sèrie documental sobre el Marroc espanyol. La sèrie acaba composta per 22 documentals, 9 dels quals van ser presentat al Palacio de la Música de Madrid en 1949.
En el 1950 i 1951, viatja de forma continuada per Ifni i el Sahara Español per a la realització d'una sèrie de documentals sobre l'Àfrica Occidental Espanyola.
A partir de 1952, deixa una mica de costat la seva faceta de director de cinema per a llaurar-se en els anys següents una magnífica carrera com a director de fotografia, arribant a participar en més de 80 films, entre curtmetratges i llargmetratges.
Rep la Conquilla d'Or al Festival Internacional de Cinema de Sant Sebastià 1957 pel seu curtmetratge Costas del Sur. En 1962 debuta com a operador del llargmetratge amb la pel·lícula Horizontes de Luz, dirigida per León Klimovsky. En 1964 rep el Premi sindical a la millor fotografia per la pel·lícula Piedra de Toque (1963) de Julio Buchs.
Sanjuán, mai ha deixat la seva altra passió, la pintura, i en 1971 celebra en Madrid la seva primera exposició de pintura individual en la galeria CID.
En 1972, Sanjúan exerceix de director de fotografia en l'última pel·lícula produïda per la seva productora Hermic Films, El mapa del tiempo.
En la tardor de 1974, Manuel Hernández Sanjuán sorprèn amb el seu anunci de canviar el cel·luloide pels pinzells, els motius segons va explicar Sanjuan a la premsa en una entrevista publicada el 15 de setembre de 1974, van ser el mal moment econòmic que passava el cinema documental en concret, i el cinema en general en Espanya, i que la pintura vivia en aquesta època “la seva edat d'or”.
Malgrat el seu anunci, continua intercalant la seva passió per la pintura, que li porta a exposar en diverses sales d'exposició, amb el seu paper de director de fotografia de llargmetratges.
Fins i tot, al maig de 1982, Sanjuán rep una carta del Museu San Telmo, a Sant Sebastià, demanant la seva autorització per a exhibir de manera permanent en el museu la seva obra Cerámica Vasca. L'última pel·lícula en la qual participa és Dejadme vivir de José Luis Merino en 1982.
Mor a Almeria en 2008 a l'edat de 93 anys.

## Mbini. Cazadores de imágenes en la Guinea Ecuatorial
En 2006 es publica Mbini. Cazadores de imágenes en la Guinea colonial. Un llibre fotogràfic que inclou un DVD amb cinc pel·lícules documentals que rescaten de l'oblit l'expedició cinematogràfica de Manuel Hernández Sanjuán a la Guinea Espanyola.
Editat per Pep Bernadas i el seu equip de la llibreria barcelonina Altaïr al costat de la productora audiovisual We Are Here Films, mostra una àmplia selecció de les més de 5.500 fotografies que Sanjúan va realitzar en aquella expedició, així com una entrevista escrita on el mateix Sanjuán ens relata algunes de les seves vivències.
El DVD inclou cinc pel·lícules: tres curtmetratges originals de la sèrie de la Guinea Espanyola (Balele, Una cruz en la selva i Bajo la lámpara del bosque) i dos altres curtmetratges de creació produïts per l'equip de We Are Here Films (Le Mal d'Afrique i Cazadores de imágenes).

## Un día vi 10.000 elefantes
Un día vi 10.000 elefantes (Àlex Guimerà i Juan Pajares, 2015), és una pel·lícula documental d'animació basada en les experiències viscudes pels membres de l'expedició de cineastes espanyols d'Hermic Films en l'antiga Guinea Espanyola entre el 1944 i el 1946. La pel·lícula, que utilitza part del material audiovisual produït per l'expedició, es desenvolupa en un univers propi amb dues narracions paral·leles que ens mostren les paradoxes, trobades i desacords del cineasta espanyol, Manuel Hernández Sanjuán, i el seu portador africà. A partir de les vivències d'aquests dos personatges s'incita a l'espectador a reflexionar sobre com es construeixen els imaginaris d'aquestes memòries històriques "basades en fets reals".
Un día vi 10.000 elefantes està coproduïda per Radiotelevisió Espanyola (TVE) i Televisió de Catalunya (TVC), amb l'ajuda de l'Institut de la Cinematografia i de les Arts Audiovisuals, l'ICEC (Institut Català dels empreses culturals) i l'Agència Espanyola de Cooperació Internacional per al Desenvolupament (AECID), i amb la col·laboració de l'Institut de Crèdit Oficial, la Filmoteca Espanyola, SEAT i Fredigoni entre d'altres.
La pel·lícula ha estat seleccionada en la 63a edició del Festival de Cinema de Sant Sebastià, en la secció Zabaltegui i està nominada als VIII Premis Gaudí com a millor pel·lícula documental.

## Filmografia

### Director
- Arte egipcio (1944)
- Oro y espuma (1944)
- Evocación del Greco (1944)
- Tiros y pistolas (1944)
- Costumbres pamues (1945)
- En el trópico huele a azahar (1945)
- Los espejos del bosque (1945)
- Los gigantes del bosque (1945)
- Tornado (1945)
- Bajo la lámpara del bosque (1946)
- La gran cosecha (1946)
- La técnica y la selva (1946)
- Los habitantes de la selva (1946)
- Los enfermos de Mikomeseng (1946)
- Los olivares del ecuador (1946)
- Maderas de Guinea (1946)
- Balele (1946)
- Al andar se hace camino (1946)
- Al pie de las banderas (1946)
- Artesanía pamue (1946)
- El cayuco y la motonave (1946)
- El desierto verde (1946)
- Una cruz en la selva (1946)
- Fiebre amarilla (1946)
- En las playas de ureka (1947)
- Las palmeras y el agua (1947)
- Los pobladores del mar: invertebrados (1947)
- Los pobladores del mar: vertebrados (1947)
- Fernando Poo (1947)
- El mapa de Guinea (1947)
- En las chozas de nipa (1948)
- Ingenieros del trópico (1948)
- La legión (1948)
- Las minas del Uixan (1948)
- Médicos coloniales (1948)
- Misiones de guinea (1948)
- Yuca (1948)
- Nador (1949)
- Nómadas (1949)
- La vida de María (1952)
- Misión sanitaria en Guinea (1953)
- Toledo, otra vez por el emperador (1959)
- A rapa das bestas (1961)
- La paleta de Velázquez (1962)
- La trucha en España (1971)
- El mapa del tiempo (1972)

### Director de fotografia
- Arte egipcio (1944)
- Campos rescatados (1948)
- Los novios de piedra (1948)
- Nocturno en la ciudad santa (1948)
- Cauce de hombres (1949)
- Domund (1949)
- Mayos en Albarracín (1950)
- Colonia penitenciaria del Dueso (1951)
- Jaimas (1951)
- Las ciudades del Sahara Español (1951)
- Los grupos nómadas (1951)
- Herencia Imperial (1951)
- Andalucía en La Mancha (1952)
- Carnaval (1952)
- La vida de María (1952)
- Secretos de la vida 	(1952)
- El festival de la tercera dimensión (1953)
- La guitarra muda (1953)
- Los desastres de la guerra (1953)
- La puerta entornada (1954)
- Cacería en el prado (1954)
- Cuando llegues a Madrid... (1954)
- En la corte de Felipe IV (1954)
- La tauromaquia (1954)
- Estrella mora (1955)
- Fiesta aldeana (1955)
- Costas del sur (1956)
- Fiesta del fuego (1956)
- Romance de una batalla (1956)
- Cómo se repite una ciudad (1957)
- Levante blanco y azul (1957)
- Música para un jardín (1957)
- San Antonio de la Florida (1957)
- Temple de raza (1957)
- Truchas y salmones (1957)
- El papel, base del billete de banco (1958)
- Carlos V, defensor de Occidente 	(1959)
- El mensaje de la medalla (1959)
- Fiesta en Pamplona (1959)
- Rusadir, Melilla actual (1959)
- En los montes de Toledo (1960)
- Historia de un rayo de sol (1960)
- Patos en la albufera (1960)
- Benidorm (1961)
- El mundo de Solana (1961)
- Idilio en Ibiza (1961)
- La casa de Sigüenza (1961)
- Escuela de seductoras (1962)
- Horizontes de luz (1962)
- Detrás de la muralla (1962)
- Sacromonte (1962)
- Torrejón City (1962)
- Ícaro nuevo (1963)
- Piedra de toque (1963)
- Los gemelos de Texas (1964)
- Cuatro bodas y pico (1964)
- Duelo en el Amazonas (1964)
- Fuera de la ley (1964)
- Ella y el miedo (1964)
- El enigma de los Cornell (1965)
- Bienvenido a nuestra empresa (1965)
- Rebeldes de Canadá (1965)
- Invitación a España (1965)
- Tres dólares de plomo (1965)
- Universidad de Navarra (1965)
- El bikini rojo (1966)
- Joe Navidad (1967)
- Nido de espías (1967)
- Arquitectura hacia el futuro (1967)
- Contorno de España en fiestas (1967)
- Fiestas vascas (1967)
- Cuarenta siglos os contemplan... (1968)
- Destino España (1968)
- La esclava del paraíso (1968)
- Marinela de Benidorm (1968)
- Invernar en España (1969)
- Por agua, tierra, aire y fuego (1969)
- Los hombres las prefieren viudas (1970)
- Con ella llegó el amor (1970)
- Color de España (1970)
- España en primavera (1970)
- Nido de hierro (1970)
- La montaña rebelde (1971)
- Una joven nación (1971)
- Sevillana 73 (1973)
- Tarzán en las minas del Rey Salomón
- Manjar de dioses (1974)
- Huérfanos (1976)
- Naifs españoles (1976)
- Armada 76 (1978)
- 7 cabalgan hacia la muerte (1979)
- Dejadme vivir (1982)

### Director i Director de fotografia
- Arte egipcio. (1944)
- La vida de María (1952)
- Cacería en el prado (1954)

## Premis
- Premi Nacional de Cinematografia al curtmetratge Tiros y pistolas d'Hermic Films. Premis Cinematogràfics del Sindicat Nacional de l'Espectacle, 1944.
- Premis Nacionals de Cinematografia de 20.000 pessetes als curtmetratges Los gigantes del bosque (sèrie de Guinea Espanyola) i La circulación de la sangre (sèrie de divulgació científica) i premi de 10.000 pessetes a Rapto en palacio (sèrie de ninots animats). Premis cinematogràfic del Sindicat Nacional de l'Espectacle, 1945.
- Premi Nacional de Cinematografia al curtmetratge Fiebre amarilla. Premi exèrcit de 15.000 pessetes a Al pie de las banderas d'Hermic Films. Premis Cinematogràfics del Sindicat Nacional de l'Espectacle, 1946.
- Concessió del títol de pel·lícula d'interès nacional a La gran cosecha i a Al pie de las banderas d'Hermic Films, a proposta de la Junta Superior d'Orientació Cinematogràfica, 1946.
- Dos primers premis de 20.000 pessetes als curtmetratges Las palmeras i el agua i La alhambra de Irwing Washington d'Hermic Films. Segon premi de 10.000 pessetes al curtmetratge Tse-Tse de Hermic Films. Dos accèssits de 8.000 pessetes a Invertebrados i En las playas de Eureka d'Hermic Films. Premis cinematogràfic del Sindicat Nacional de l'Espectacle, 1947.
- Premis especial de 10.000 pessetes al documental Campamento Varela. Premi concedit per l'Alt Comissariat d'Espanya al Marroc, 1949.
- “Premi Exèrcit” de Cinematografia per a la productora Hermic Film pel documental Los grupos nómadas, de 1950.
- Conquilla d'Or al Festival Internacional de Cinema de Sant Sebastià de 1957 al curtmetratge Costas del Sur, de Manuel Hernández Sanjuán.
- Segon premi de documentals al curtmetratge Toledo, otra vez por el emperador, de Hermic Films, concessió dels Premis Cinematogràfics Sindicals de 1960.
- Premi instituït per la Direcció General de Tributs Especials, de 25.000 pessetes, per al curtmetratge La buena suerte d'Hermic Films. 1963
- Primer premi de 250.000 pessetes a la pel·lícula Piedra de Toque i premis a la Millor Fotografia a Manuel Hernández Sanjuán. Premis cinematogràfic del Sindicat Nacional de l'Espectacle, 1964.
- Primer premi de 300.000 pessetes en 1965 a la millor pel·lícula de 35 mil·límetres a Invitación a España d'Hermic Films.
- Premi nacional de turisme de 150.000 pessetes al curtmetratge Hibernar en España d'Hermic Films. 1969.
- Tercer premi de curtmetratge a Nido de Hierro, d'Hermic Film, concessió dels Premis Cinematogràfics Sindicals de 1970.

## Exposicions de pintura
| Any  | Galeria                              | Ciutat        |
| ---- | ------------------------------------ | ------------- |
| 1971 | Galería Estudio CID                  | Madrid        |
| 1972 | Galería HARVY                        | Almeria       |
| 1973 | Galería Estudio CID                  | Madrid        |
| 1975 | Galería Estudio CID                  | Madrid        |
| 1977 | CALEDONIA Galería de Arte            | Bilbao        |
| 1979 | GAVAR Galería de Arte                | Madrid        |
| 1979 | Galería de Arte AMARICA              | Vitòria       |
| 1979 | Galería ARTE                         | Bilbao        |
| 1980 | GAVAR Galería de Arte                | Madrid        |
| 1981 | Galería ECHEBERRÍA                   | Sant Sebastià |
| 1982 | Caja de Ahorros del Círculo Católico | Burgos        |
| 1983 | GAVAR Galería de Arte                | Madrid        |